# 九章算術

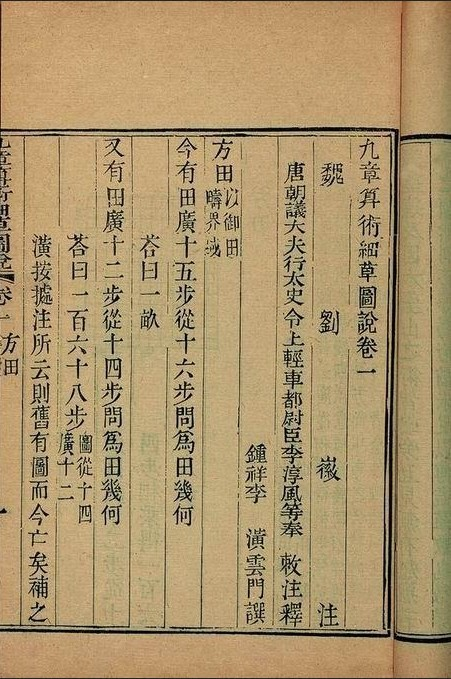
九章算術の1頁。劉徽の註釈本。

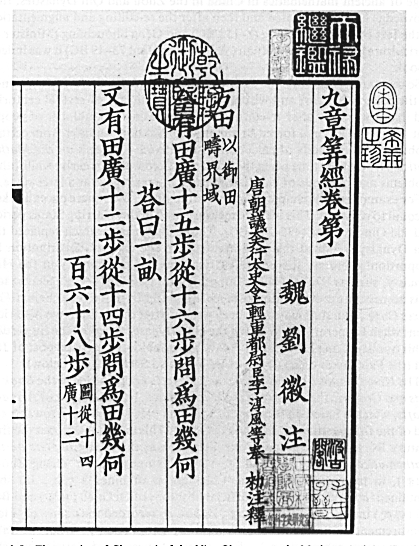
九章算術の影宋本（宋代の本を復刻した本）

『九章算術』（きゅうしょうさんじゅつ）は、古代中国の数学書。
著者は不明だが、加筆修正を経て次第に現在に伝わる形に完成したとされている。研究によると前漢の張蒼や耿寿昌も加筆した。263年に三国時代の魏の劉徽が本書の註釈本を制作したことなどから、制作年代は紀元前1世紀から紀元後2世紀と考えられている。『算数書』（1983年12月に湖北省江陵県張家山で発見された）に続いて、古い数学書である。

## 構成
9章に分かれ、延べ246個の問題を収めた、問題集形式の数学書である。『九章算術』の書名は9章からなる構成に由来する。具体的な問題に沿いながら、算術の基本的な方法を、簡単なものから複雑なものへと順をおって導入する。
1. 方田 - 主に田畑の面積の計算、分数の四則演算。分数の掛け算は、長方形の面積で説明される。長方形、三角形、台形、円の面積を求める方法が書かれている。
2. 粟米 - 交換比率が異なる商品を物々交換するための計算。比例算の基本的な方法、いわゆる「三量法」の紹介。粟や米に関する比例や比率について書かれている。
3. 衰分 - 商品と金銭の分配。比例按分、利息の計算。財産や金銭に関する分配の問題が中心で、等比級数や等差級数になっている場合もある。
4. 少広 - 面積・体積から辺の長さを求める、平方根・立方根。土地の測量についての問題が書かれている。
5. 商功 - 土石の量などを求める土木の計算、体積。城、家屋、運河などの建設に関係のある問題が書かれている。
6. 均輸 - 租税の計算、複雑な比例の問題。
7. 盈不足 - 鶴亀算、復仮定法。原語は、多すぎることや足りなすぎることを意味する。
8. 方程 - ガウスの消去法による連立一次方程式の解法、そのための負の数とその演算規則の導入。二個ないし三個の未知数の連立方程式を扱う。
9. 句股 - ピタゴラスの定理に関する問題、測量など。

## 内容
「（引き算の時）同符号は引き、異符号は加える。正を無入から引いて負とし、負を無入から引いて正とする」との一文がある。この無入（別の説には無人）とは0のことである。ここから著者らは0と正負の計算を理解していたことが分かる。実際に第8章「方程」の部において、連立一次方程式の問題をこの計算法によって巧みに解いている。

## 影響
『九章算術』には周以来の古代中国の数学問題と、漢の時代の最新の数学問題が収められている。『九章算術』は内容の量と質の良さから古代中国の中心的な算書として用いられ、中国の数学史において数学の体系を完成させた本とされている。『九章算術』で完成された数学のスタイルの影響は清の中期頃に西洋数学が入って来るまで続いた。現代の日本と中国では、数学教科書のコラムで、『九章算術』が言及されている。
『九章算術』は問題を出し答えと計算法を出す帰納的なアプローチである。具体的には問題の記述の後に、「答曰く、」で始まる答えと、「術曰く、」で始まる計算式（時には問題の解法としての役も得る）の記述という具合である。演繹的な手法のヨーロッパ・アラビア数学とは異なり、以後の中国の数学書はこの記述方法を採った。このスタイルは日本にも輸入され、和算の書籍や算額なども「答曰く、」や「術曰く、」を含む形で書かれている。
歴史上この本を註釈した数学者は多く、三国時代の魏の劉徽と唐の李淳風による註釈は有名である。例えば『九章算術』の原本では円周率を3としているのに対して、劉徽は
{\displaystyle 3.14+{\frac {64}{62500}}<\pi <3.14+{\frac {169}{62500}}}
であり近似値として3.14を使うのがよいと註釈をしている。これは当時（3世紀頃）の世界における最高精度の近似であった。彼の名を称えてこの値は徽率と呼ばれた。
唐代に李淳風らが国子監での教科書のために編纂した算経十書の一つに『九章算術』が取り上げられ、最も重要視された。その後に著された教科書には『九章算術』に倣って9章仕立てにしたものが散見される（秦九韶『数書九章』（1247年ごろ）、程大位『算法統宗』（1593年）など）。古代日本でも大宝律令・養老律令において、大学寮算道の教科書として『九章算術』が用いられ、算博士がこれを教授した他、暦道でも教科書として用いられていた。
このあと、元明のころには散逸の危機に晒され、「九数」や「九章」を表題に掲げていても『九章算術』を参照せずに書かれたと思われる算書が現れる。再び底本が確立されるのは清代の半ば、『四庫全書』において戴震が『永楽大典』をもとに校訂してからである。